# Jeyvier Cintrón
Jeyvier Jesús Cintrón Ocasio (* 8. Februar 1995 in Bayamón) ist ein Amateurboxer aus Puerto Rico. Er war Teilnehmer der Olympischen Spiele 2012 und 2016.

## Karriere
Jeyvier Cintrón kam als Sohn des Profiboxers Javier „Perrito“ Cintrón und der Kampfrichterin Aracelis Ocasio schon früh mit dem Boxsport in Berührung. Seinen ersten internationalen Erfolg im Jugendbereich (U17) errang er bei den Panamerikanischen Jugendspielen 2011 in Tena, bei denen er den dritten Platz im Halbfliegengewicht (-48 kg) erkämpfte. 
Noch 17-jährig wurde Cintrón 2012 für das amerikanische Olympiaqualifikationsturnier in Rio de Janeiro nominiert und konnte dieses im Fliegengewicht (bis 52 kg) startend nach vier Siegen, u. a. im Finale gegen Julião Neto, Brasilien (19:11), überraschend gewinnen, womit er sich für die Olympischen Spiele 2012 in London qualifizierte. Hier schlug er in der Vorrunde Oteng Oteng, Botswana (14:12), und wiederum Juliao Neto (18:13), bevor er im Viertelfinale gegen den späteren Bronzemedaillengewinner Michail Alojan, Russland (23:13), ausschied. Ebenfalls 2012 gewann Cintrón die Panamerikanischen Meisterschaften der Junioren (U19) und wurde Zweiter der Juniorenweltmeisterschaften in Jerewan. 
2014 nahm Cintrón erstmals nach den olympischen Spielen wieder an einer internationalen Meisterschaft der Männer teil und gewann bei den Zentralamerika- und Karibikspielen in Veracruz eine Bronzemedaille. Im Jahr darauf qualifizierte er sich für die Panamerikanischen Spiele in Toronto, schied aber bereits im ersten Kampf gegen den späteren Goldmedaillengewinner Yosvany Veitía, Kuba, mit 2:1 Punktrichterstimmen aus. 
Bei den Olympischen Spielen 2016 schied er in der Vorrunde aus.

### World Series of Boxing
Jeyvier Cintrón nahm 2015 mit der Mannschaft Puerto Rico Hurricanes an der Season V der World Series of Boxing (WSB) teil und gewann sechs von sieben Kämpfen (er unterlag Hamza Touba), womit er am Ende der Saison Platz 2 der WSB-Weltrangliste im Fliegengewicht hinter Yosvany Veitía belegte. Damit qualifizierte sich Jeyvier Cintrón für die Olympischen Spiele 2016.